# Inaba Masao
Le lieutenant colonel Inaba Masao est un officier japonais du bureau des Affaires militaires au cours de la Seconde Guerre mondiale.
En 1945, alors que l'empereur et ses ministres cherchent la capitulation, il invite Anami Korechika, le ministre de la Guerre, à ordonner aux soldats de continuer à se battre, en particulier parce que l'Union soviétique masse ses forces. Il prépare une déclaration exhortant les soldats à se battre jusqu'au bout, sans référence à la reddition. Deux lieutenant-colonels, l'un étant Masahiko Takeshita, viennent lui dire que le cabinet est sur le point de publier une déclaration faisant allusion à la capitulation et ils s'empressent de diffuser son message sans l'approbation d'Anami. Hiroshi Shimomura, directeur du bureau de l'information, conclut que, sans cette diffusion, Anami peut être assassiné par des officiers plus jeunes, aussi la diffuse-t-il.
Cela cause la consternation au sein du gouvernement qui craint que sa déclaration ne provoque une troisième bombe atomique et prend des dispositions pour que le message soit envoyé comme une émission de nouvelles, en anglais et en Morse, pour échapper à la censure militaire et ainsi arriver à temps .
Lorsque l'incident de Kyūjō est préparé, afin d'éviter la diffusion de la déclaration de reddition de l'empereur, Inaba refuse de se joindre à la conspiration et dit aux conspirateurs que la tentative est inutile.

## Source de la traduction
- (en) Cet article est partiellement ou en totalité issu de l’article de Wikipédia en anglais intitulé « Inaba Masao » (voir la liste des auteurs).